# Portorož
Portorož (Italiaans: Portorose, dat letterlijk "haven van de rozen" betekent) is een kustplaats in het Sloveense deel van Istrië. Het is een van de meest toeristische plaatsen van Slovenië. Portorož maakt deel uit van de gemeente Piran en heeft 3000 inwoners.
De plaats huisvest The Rolling Stones Museum wat is gewijd aan de Britse rockband. Portorož heeft verder een casino, een jachthaven en meerdere sportfaciliteiten. In Sečovlje, 6 kilometer van Portorož, bevindt zich de kleine internationale luchthaven Portorož (IATA: POW, ICAO: LJPZ). Dit is de op twee na grootste luchthaven in Slovenië. Hij ligt slechts enkele honderden meters van de grens met Kroatië en is de thuishaven van de luchtvaartmaatschappij Solinair. Luchthaven Portorož wordt niet alleen gebruikt voor vliegverkeer van - en naar Portorož, maar ook door toeristen met als bestemming het Sloveense Piran, Izola, Koper of het Kroatische Umag.
In 1958 werd te Portorož het interzone-schaaktoernooi gehouden. Het werd gewonnen door Michail Tal. De jonge Bobby Fischer eindigde tot ieders verbazing als zesde. Hij werd daarmee grootmeester, de jongste uit de geschiedenis tot Judit Polgár in 1991.
In 2001 was Portorož gastheer voor de European Universities Debating Championships (Debatkampioenschap voor Europese Universiteiten).
Sinds 2005 wordt in Portorož jaarlijks een vrouwentennistoernooi gehouden: het Banka Koper Slovenia Open.

## Externe links

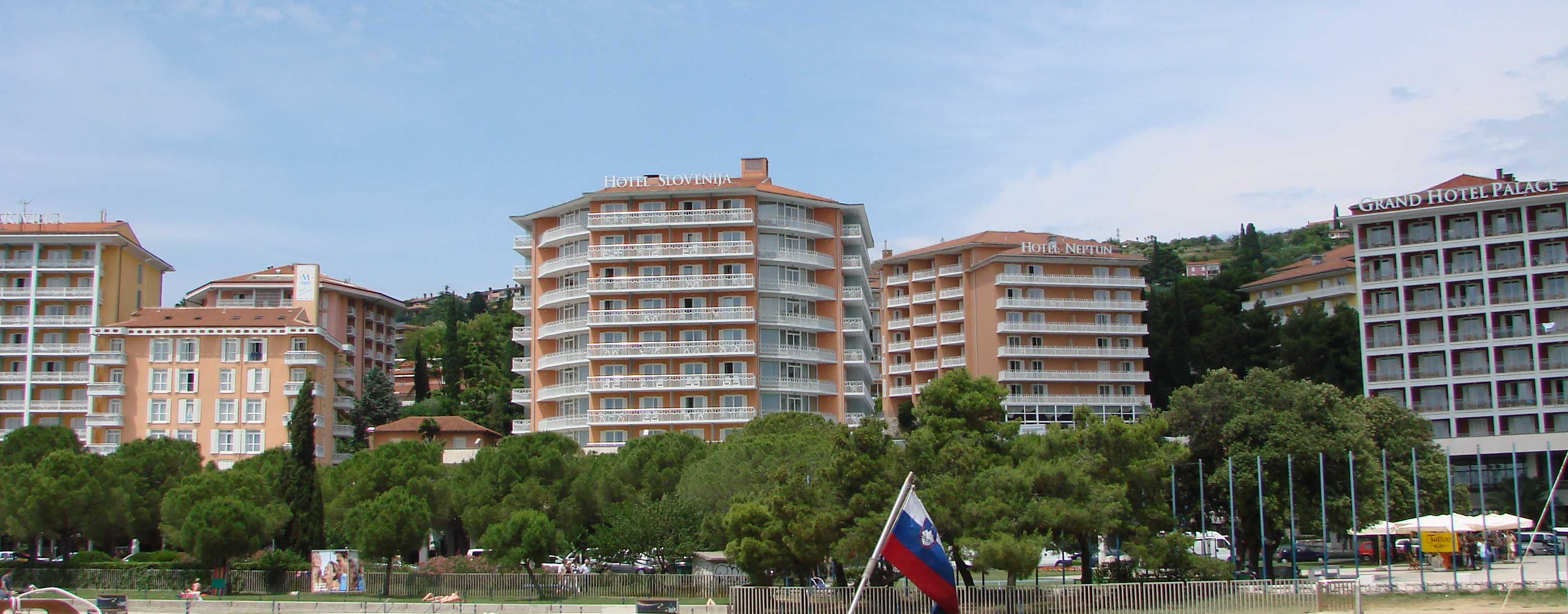
Portorož centrum